# ルゥとよゐこの悪党稼業
『ルゥとよゐこの悪党稼業』（ルゥとよいこのあくとうかぎょう）は、藤谷あるによる日本のライトノベル。イラストは葵久美子が担当。第3回ノベルジャパン大賞・大賞受賞作（受賞時のタイトルは「ルイとよゐこの悪党稼業」）。HJ文庫（ホビージャパン）より2009年7月から2010年4月まで刊行された。

## あらすじ
中学生の少年・花井良児は、悪魔の少女・ルゥを助けたことにより下僕にされた。契約によって超能力を得た下僕を従えることで、ルゥは強大な破壊力を得ることができる。命を共有された良児は悪事を手伝わされることになるが、ルゥは小心者だった。

## 既刊一覧
- 藤谷ある（著） / 葵久美子（イラスト） 『ルゥとよゐこの悪党稼業』 ホビージャパン〈HJ文庫〉、全3巻
  1. 2009年7月1日初版発行（同日発売[2]）、ISBN 978-4-89425-903-4
  2. 2009年11月1日初版発行（同日発売[2]）、ISBN 978-4-89425-953-9
  3. 2010年4月1日初版発行（同日発売[2]）、ISBN 978-4-7986-0031-4